# Lesonice (okres Třebíč)
Lesonice (dříve také Horní Lesonice, německy Lessonitz, případně také Lesoniz, Lesonict) jsou obec, která se nachází v okrese Třebíč v Kraji Vysočina. Žije zde 494 obyvatel. Obec se dělí na dvě části, vlastní Lesonice a vesnici Horní Lažany.
Sousedními obcemi sídla jsou Želetava, Cidlina, Dolní Lažany, Jakubov u Moravských Budějovic, Martínkov a Babice.

## Název
Na vesnici bylo přeneseno původní pojmenování jejích obyvatel Lesonici odvozeno od osobního jména Lesoň, které znamenalo "Lesoňovi lidé".

## Geografie
Ze západu na východ přes území obce prochází silnice z Martínkova a ze silnice I/38 do Šebkovic přes osadu Nové Dvory, z Nových Dvorů pak vede silnice jižně do části Horní Lažany a dále na východ do Dolních Lažan. Ze zastavěného území obce severně vedou silnice do Babic a do Cidliny. Severně ze zastavěného území obce vede užitková silnice do lesa Obory a k hájence. Západně podél hranice území obce vede užitková silnice a cesta k samotě Žlaby. Na východní části území přes zalesněnou plochu vede užitková lesní silnice. Ze západu na východ vede přes území obce cyklostezka 5125, ze severu na jih pak cyklostezka 5103, cyklostezky se křižují v části Horní Lažany. Podél jižní hranice území obce přes zastavěné území obce vede červená Březinova cesta, ze severu na jih přes Horní Lažany vede zelená turistická stezka. 
Centrální a východní část území obce je využíváno zemědělsky, severně od zastavěného území obce se nachází zalesněná obora, kde se nachází několik památných stromů. Západní část (nazývaná také jako Zadní les) území obce je kopcovitá a zalesněná. Východní okraj území obce nedaleko části Horní Lažany je také zalesněno. Na východní částí zastavěného území obce se nachází velký zemědělský areál, v centru obce se nachází průmyslový areál pily. 
Severně od území obce pramení Cidlinský potok, ten pak protéká přes rybník Utopenec a rybníky Voráč a Vidlák, kde se vlévá u Jakubova u Moravských Budějovic do Jakubovky. Část severního okraje území obce tvoří nepojmenovaný potok, na jehož toku se nachází Skřípový rybník, potok se posléze vlévá do Cidlinského potoka. Jižní hranici území tvoří Žlabský potok, který protéká přes rybník Žabinec, Žlabský potok je pak napájen několika zdrojnicemi a následně teče do Štěpánského a Jakubovského rybníka a do rybníka Vidlák, kde se vlévá do Jakubovky. Severně od zastavěného území obce u hájenky pramení potok, který teče jižně přes Záhumenný rybník a následně se jižně od zastavěného území obce vlévá do Cidlinského potoka. 
Západní část území obce je kopcovitá, těsně za západní hranicí území obce se nachází vrchol s vysílačem s kótou 669 metrů, na západním okraji území obce se nachází několik dalších vrcholů s výškou kolem 600 metrů nad mořem, následně se území svažuje až na cca 500 metrů nad mořem u Melkusova mlýna. Jižně od zastavěného území obce se nachází vrchol Na Mlýncích (526 m) a jižně od hranic území obce se nachází Přední kopec (528 m). Východně od hranic území obce se nachází kopce Brdo (580 m) a Holý kopec (580 m). 
Zastavěné území obce se nachází uprostřed území obce, samotné území obce je z východu na západ asi 6 km dlouhé, ze severu na jih cca 2 km dlouhé. Na jižním okraji území obce se nachází Melkusův mlýn, západně od zastavěného území obce se nachází samota Žlaby, jižně od okraje území obce se nachází cihelna Lesonice, severně od zastavěného území obce se nachází hájenka u obory. Na východním okraji území obce se nachází osada Nové Dvory a část Horní Lažany.
Severně od zastavěného území obce v oboře se nachází několik památných stromů, Dub u Lesonic, Jasan u Lesonic (již není chráněn), Stromořadí jírovců, Skupina dubů v Oboře, Lípa v Oboře, U devíti javorů a Lípa u Lesonic.

## Historie
První písemná zmínka o obci pochází z roku 1190, kdy je ves připomínána v zakládající listině louckého kláštera. Původní název obce byl Horní Lesonice. První ověřená zmínka o obcí však je až z roku 1321, kdy byly Lesonice zakoupeny Jindřichem z Lipé, zakoupil je od vyšehradské kapituly spolu s vesnicemi Želovice a Bohutice. Existovaly totiž ještě Dolní Lesonice, které však roku 1610 buď zanikly nebo se spojily s tehdejšími Horními Lesonicemi.
Lesonice byly centrem rozsáhlého panství, o jehož rozšíření v druhé polovině 17. století se zasloužil nový majitel Adam Ladislav Věžník. K obcím Lesonice, Cidlina, Babice a dvěma pustým vsím Blatné a Martinicím připojil postupně Šebkovice, Lesůňky, Milatice, Martínkov a Horky. Velice však celé panství zadlužil. Obec byla v roce 1645 vydrancována švédskými vojsky.
Od roku 1689 vlastnil panství Karel Gotfried Aichpichl, který jej rozšířil o statky ve Slavicích a Ratibořicích, jeho syn Josef Ignác pak připojil ještě statek výčapský. Tyto tři přikoupené statky však nikdy plně nesplynuly s původním panstvím a byly nazývány Dolním panstvím, zatímco celek ostatních obcí byl pojmenován Horním panstvím. V roce 1772 pak zakoupil panství František Nadásdy, roku 1810 pak Terezie Trauttmansdorfová a v roce 1823 pak Emilie Reichenbachová. Pak vlastnili panství Löwenstein-Wertheim-Freudenbergové.

### Vzpoura na lesonickém panství

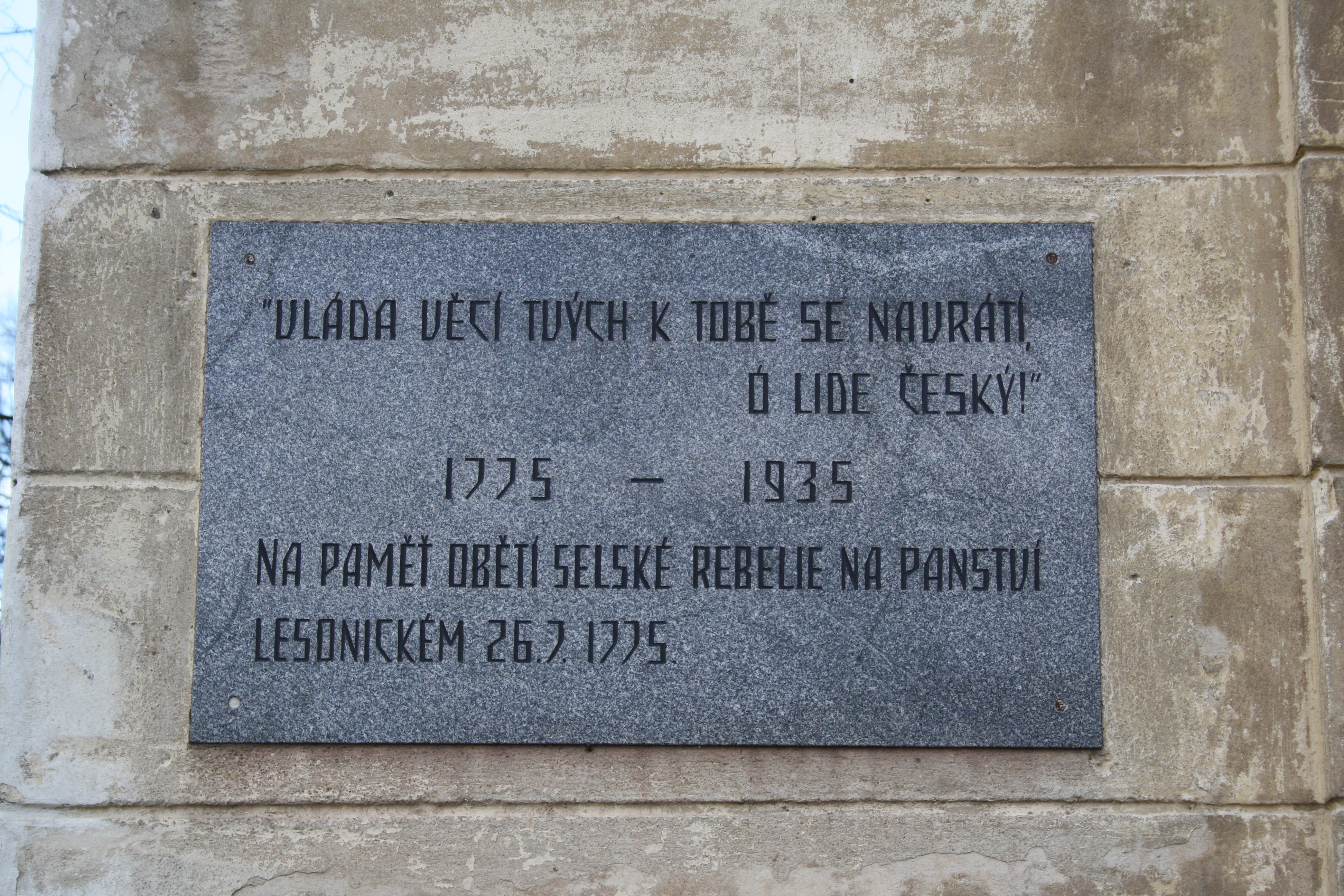
Pamětní deska v Lesonicích, připomínající oběti selské vzpoury

Za vlády posledního z rodu Aichplichů, Karla Rudolfa, nastaly na panství nepříznivé poměry, když za nemocného pána vládli jeho úředníci, kteří prý poddané týrali a vykořisťovali. Po smrti Karla Rudolfa se stal novým majitelem panství hrabě František Nadásdy, který vyžadoval důsledné vymáhání robotních povinností.
V roce 1775 vypuklo v českých zemích nevolnické povstání, při němž se vzbouření poddaní domáhali na vrchnostenských úřednících zrušení robotních povinností. Mezi lidem se totiž rozšířila pověst o neexistujícím císařském patentu, který zaručoval omezení robot, a poddaní podezřívali úředníky, že jim tento patent zatajují.
Nepokoje zasáhly i Moravu a vyvrcholily 25. a 26. července 1775 povstáním na lesonickém panství, jehož centrem bylo právě lesonické panství. Hlavními iniciátory zde byli Jan Tržil, burmistr v Martínkově, a Jiří Čech, rychtář ze Slavic. Poddaní začali odpírat plnění robotních povinností a vzpoura se brzy rozšířila po celém panství.
Z nařízení hraběte Nadasdyho byla zatčena dvacítka poddaných. Když však byli 25. července předvedeni na lesonický zámek, útok několika stovek sedláků z okolních vsí na zámeckou bránu si vynutil jejich propuštění. Následující den povolal majitel panství vojenskou setninu, které se vzbouření sedláci postavili pouze s holemi a klacky. Salvě z vojenských pušek padlo za oběť šest poddaných, mnoho jich utrpělo zranění a vzpoura tím byla rozprášena. Hlavní vůdcové vzpoury původně měli být odsouzeni k trestu smrti, císařovna Marie Terezie jim však nakonec trest zmírnila.

### Novodobé dějiny
Od roku 1956 je obec spojena s osadou Horní Lažany. Dne 1. března 1950 bylo založeno v Lesonicích JZD, které bylo roku 1965 sloučeno s JZD v Cidlině a v roce 1972 s JZD v Babicích.
Již roku 1890 byla v obci zřízena jednotřídní škola, která byla později rozšířena na dvoutřídku. V obci je rovněž mateřská škola. V budově zámku od roku 1950 funguje lesnické učiliště zajišťující odborný výcvik a ubytování žáků lesnických učebních oborů, které v současnosti spadá pod SOU řemesel a služeb Moravské Budějovice.
Do roku 1849 patřily Lesonice do lesonického panství, od roku 1850 patřily do okresu Znojmo, pak od roku 1896 do okresu Moravské Budějovice a pak od roku 1960 do okresu Třebíč. Mezi lety 1850 a 1867 patřily Lesonice pod Babice, následně se obec osamostatnila.
| Rok            | 1869 | 1880 | 1890 | 1900 | 1910 | 1921 | 1930 | 1950 | 1961 | 1970 | 1980 | 1991 | 2001 |
| Počet obyvatel | 562  | 600  | 578  | 661  | 629  | 648  | 656  | 525  | 581  | 554  | 516  | 526  | 484  |

## Politika
V letech 2006–2010 působil jako starosta Ing. Jiří Šálek, od roku 2010 do roku 2014 tuto funkci zastával Rostislav Čech, od roku 2014 vykonává funkci starosty Mgr. Zbyněk Nejezchleba.

### Volby do Poslanecké sněmovny
|       | 2006                | 2010                | 2013                | 2017                | 2021                 |
| ----- | ------------------- | ------------------- | ------------------- | ------------------- | -------------------- |
| 1.    | ČSSD (39,91 %)      | ČSSD (26,47 %)      | ČSSD (24,66 %)      | ANO (34,34 %)       | ANO (30,71 %)        |
| 2.    | KSČM (25,56 %)      | KSČM (24,36 %)      | KSČM (22,86 %)      | KSČM (12,6 %)       | SPOLU (25,46 %)      |
| 3.    | ODS (18,83 %)       | TOP 09 (11,76 %)    | ANO 2011 (17,04 %)  | SPD (11,73 %)       | Piráti+STAN (9,73 %) |
| účast | 56,74 % (223 z 393) | 61,18 % (238 z 389) | 56,74 % (223 z 393) | 58,23 % (230 z 395) | 66,92 % (267 z 399)  |

### Volby do krajského zastupitelstva
|      | 1.             | 2.                       | 3.                | účast               |
| ---- | -------------- | ------------------------ | ----------------- | ------------------- |
| 2000 | KSČM (34,23 %) | 4KOALICE (16,21 %)       | ODS (12,61 %)     | 31,26 % (121 z 387) |
| 2004 | KSČM (34,72 %) | KDU-ČSL (20,83 %)        | ODS (13,88 %)     | 18,09 % (72 z 398)  |
| 2008 | ČSSD (36,94 %) | KSČM (23,56 %)           | KDU-ČSL (10,82 %) | 40,46 % (157 z 388) |
| 2012 | KSČM (29,07 %) | ČSSD (23,4 %)            | STO (23,4 %)      | 38,92 % (151 z 388) |
| 2016 | KSČM (23,43 %) | STO (14,84 %)            | ČSSD (13,28 %)    | 31,84 % (128 z 402) |
| 2020 | ANO (23,77 %)  | ODS+STO (13,93 %)        | Piráti (12,29 %)  | 31,33 % (125 z 399) |
| 2024 | ANO (48,64 %)  | ODS+TOP 09+STO (18,01 %) | KDU-ČSL (8,1 %)   | 28,03 % (111 z 396) |

### Prezidentské volby
V prvním kole prezidentských voleb v roce 2013 první místo obsadil Miloš Zeman (79 hlasů), druhé místo obsadil Jan Fischer (53 hlasů) a třetí místo obsadil Jiří Dienstbier (37 hlasů). Volební účast byla 63,05 %, tj. 244 ze 387 oprávněných voličů. V druhém kole prezidentských voleb v roce 2013 první místo obsadil Miloš Zeman (165 hlasů) a druhé místo obsadil Karel Schwarzenberg (64 hlasů). Volební účast byla 59,59 %, tj. 230 ze 386 oprávněných voličů.
V prvním kole prezidentských voleb v roce 2018 první místo obsadil Miloš Zeman (119 hlasů), druhé místo obsadil Jiří Drahoš (51 hlasů) a třetí místo obsadil Pavel Fischer (28 hlasů). Volební účast byla 62,22 %, tj. 247 ze 397 oprávněných voličů. V druhém kole prezidentských voleb v roce 2018 první místo obsadil Miloš Zeman (163 hlasů) a druhé místo obsadil Jiří Drahoš (107 hlasů). Volební účast byla 68,70 %, tj. 270 ze 393 oprávněných voličů.
V prvním kole prezidentských voleb v roce 2023 první místo obsadil Andrej Babiš (106 hlasů), druhé místo obsadil Petr Pavel (72 hlasů) a třetí místo obsadila Danuše Nerudová (36 hlasů). Volební účast byla 65,32 %, tj. 258 ze 395 oprávněných voličů. V druhém kole prezidentských voleb v roce 2023 první místo obsadil Andrej Babiš (134 hlasů) a druhé místo obsadil Petr Pavel (129 hlasů). Volební účast byla 68,56 %, tj. 266 ze 388 oprávněných voličů.

## Pamětihodnosti

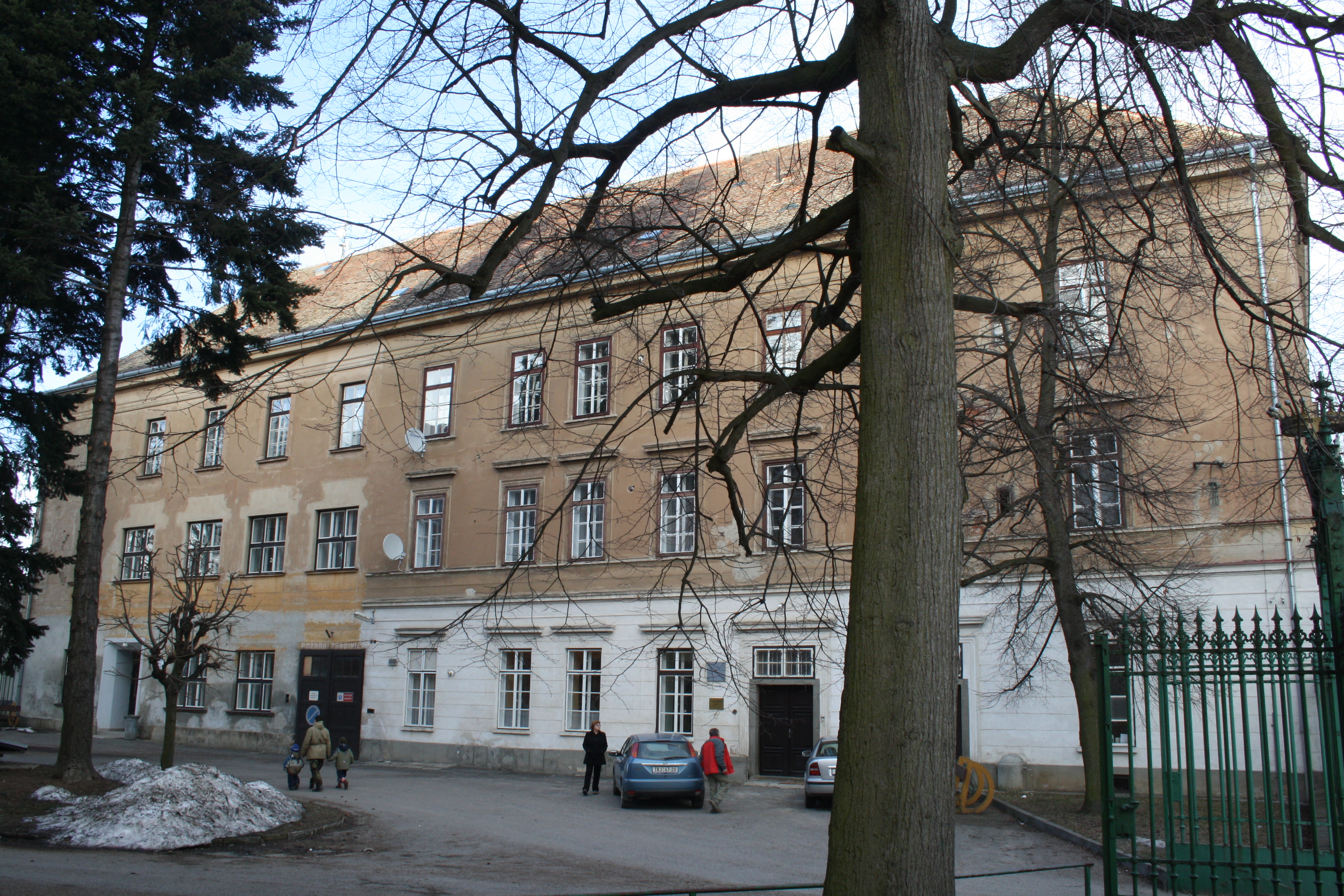
Zámek v Lesonicích

- Tvrz z roku 1364, přestavěna v 16. století na renesanční zámek. Kolem roku 1830 byl tento zámek zbořen a na jeho místě postaveny dva nové klasicistické zámky.
- V obci funguje sportovní klub, myslivecké sdružení a TJ Sokol, spravující Sokolovnu, v níž se tradičně pořádají kulturní i sportovní akce. V roce 2014 bylo v zámku otevřeno Muzeum lidových kapel.

## Osobnosti
- Vladimír Spousta (* 1930), pedagog, hudebník a fotograf
- Arnošt Kreutzer (1857–1924), lesník a ředitel lesonického velkostatku